# Gottfried Ewert
Johannes Gottfried Ewert (* 12. August 1921 in Leunenburg, Ostpreußen; † 12. Januar 2014 in Bremen-St. Magnus) war ein deutscher Generalmajor des Heeres der Bundeswehr.

## Leben
Ewert trat 1939 in die Wehrmacht ein. Im Zweiten Weltkrieg wurde er fünfmal verwundet.
Am 5. April 1954 trat er als Hauptmann in die Bundeswehr ein. Von 1959 bis 1960 absolvierte er den 3. Generalstabslehrgang an der Führungsakademie der Bundeswehr in Hamburg, wo er zum Offizier im Generalstabsdienst ausgebildet wurde.
Am 1. Oktober 1966 wurde Ewert als Oberst im Generalstab Nachfolger von Oberst i. G. Horst Cundius als Chef des Stabes der in Hannover stationierten Panzerdivision und bekleidete diese Funktion bis zu seiner Ablösung durch Oberst i. G. Meinhard Glanz am 1. Oktober 1969.
Am 1. Oktober 1970 wurde Ewert als Brigadegeneral Nachfolger von Brigadegeneral Alfred Müller als Kommandeur der Panzerlehrbrigade 9 in Munster. Diesen Posten bekleidete er vier Jahre lang bis zu seiner Ablösung durch Brigadegeneral Franz-Joachim Freiherr von Rodde am 1. Oktober 1974.
Anschließend wurde Ewert zum 1. Oktober 1974 zum Generalmajor befördert und Nachfolger von Generalmajor Hans-Heinrich Klein als Kommandeur der 11. Panzergrenadierdivision in Oldenburg. Nach dreijähriger Verwendung auf diesem Posten wurde er am 1. Oktober 1977 durch Generalmajor Meinhard Glanz abgelöst. In dieser Funktion verfügte er Ende August 1976 die Entlassung eines suizidgefährdeten Soldaten aus dem Wehrdienst, nachdem dieser mehrmals unerlaubt der Truppe fernblieb.
Anschließend war er zunächst vom 1. Oktober 1977 bis zum 30. Juni 1978 stellvertretender Kommandierender General des III. Korps in Koblenz und als solcher Stellvertreter von Generalleutnant Franz Pöschl beziehungsweise seit dem 1. April 1978 von Generalleutnant Paul-Georg Kleffel.
Nach Beendigung dieser Tätigkeit wurde Generalmajor Ewert am 1. Juli 1978 stellvertretender Kommandierender General des I. Korps in Münster und damit Stellvertreter der damaligen Kommandierenden Generale, Generalleutnant Ferdinand von Senger und Etterlin sowie zuletzt seit dem 1. Oktober 1979 von Generalleutnant Kurt von der Osten.
Nach seiner Versetzung in den Ruhestand engagierte er sich unter anderem als Vorsitzender der Deutsch-Südafrikanischen Gesellschaft. Für seine Verdienste wurde ihm unter anderem das Große Verdienstkreuz der Bundesrepublik Deutschland verliehen.

## Veröffentlichungen
- 25 Jahre I. Korps : 1956–1981. Geschichte und Chronik des Heeresverbandes im nordwestdeutschen Raum, Mitautor, 2., überarbeitete Auflage, ISBN 3-7648-1255-9, Osnabrück 1981
- 30 Jahre I. Korps : 1956–1986. Geschichte und Chronik des Heeresverbandes im nordwestdeutschen Raum, Mitautor Axel Kullak, 3., überarbeitete Auflage, ISBN 3-7648-1479-9, Osnabrück 1986[7]